# Hernandarias (Paraguay)
Hernandarias è una città del Paraguay, nel Dipartimento dell'Alto Paraná. Fa parte dell'agglomerato urbano della Gran Ciudad del Este, dal cui centro dista 14 km. Era precedentemente nota come Tacurupucu, ma il nome è stato cambiato in onore al primo governatore creolo del Sudamerica, Hernando Arias de Saavedra. Hernandarias si trova a 349 km dalla capitale del paese, Asunción.

## Popolazione
Al censimento del 2002 la località contava una popolazione urbana di 47.266 abitanti (63.248  nel distretto), secondo i dati della Dirección General de Estadística, Encuestas y Censos.

## Storia
Hernandarias, una delle più antiche città del dipartimento, è stata fondata nel 1896 ed è stata all'inizio della sua storia un importante centro di produzione dell'erba mate. Fu elevata al rango di distretto nel 1980.

## Economia
Hernandarias è considerata la capitale paraguaiana dell'energia elettrica, visto che si trova nel suo territorio il complesso idroelettrico di Itaipú.